# Mohammad Bagher Ghalibaf

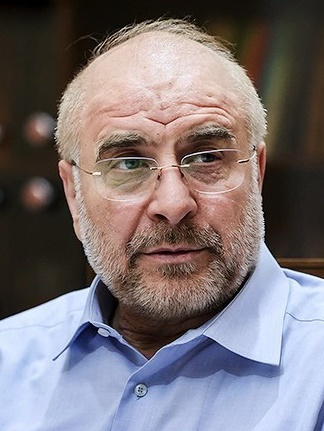
Mohammad Bagher Ghalibaf, 2023

Mohammad-Bagher Ghalibaf (persisch محمدباقر قالیباف Mohammad-Baqer Qalibaf; * 2. September 1961 in Torqabeh bei Maschhad) ist ein iranischer Politiker und amtierte von 2005 bis 2017 als Oberbürgermeister von Teheran. Seit 2020 ist er Sprecher des iranischen Parlaments.

## Ausbildung
Bereits im Alter von 22 Jahren wurde er im Ersten Golfkrieg von Mohsen Rezai zum Kommandeur der Nasr-Division der iranischen Revolutionsgarde ernannt, später in die Luftwaffenabteilung versetzt. 1996 schloss er ein Studium mit einem postgraduierten Master of Arts im Fach politische Geographie ab. Es folgte 2001 eine Promotion im gleichen Wissenschaftsbereich an der Tarbiat Modares Universität.

## Politische Karriere
Durch den iranischen Staatsführer Ali Chamenei wurde Ghalibaf zum Nachfolger von General Hedayat Lotfian nach den Studentenunruhen im Juli 1999 zum Polizeichef ernannt. Er führte das Projekt „Polizei 110“ ein, um die Ordnungsmacht für die Öffentlichkeit leichter erreichbar zu machen. Ihm gelang es auch, die Studentenproteste 2003 zusammen mit seinem Stellvertreter Morteza Talaei ohne Blutvergießen zu bewältigen. Im Auftrag des iranischen Präsidenten Mohammad Chatami war er auch dessen Vertreter im Komitee zur Reduzierung des Autoverkehrs. Am 5. April 2005 beantragte Ghalibaf erfolgreich den Rücktritt von allen militärischen Ämtern bei Ali Chamenei.
An der Präsidentschaftswahl im Iran 2005 nahm Ghalibaf mit Unterstützung einflussreicher Gruppen der konservativen Allianz teil. Diese unterstützte ihn, wohl wegen seiner Popularität. Kurz vor der Wahl schwenkte diese Allianz jedoch zu Mahmud Ahmadineschad um, der die Wahlen gewann. Obwohl Ali Chamenei ausdrücklich darauf hinwies, dass aufgrund des Wahlgeheimnisses niemand seine Stimmabgabe wissen könne, wird angenommen, dass Ghalibaf von diesem anfangs unterstützt wurde.
Bei den Wahlen am 5. September 2005 wurde Ghalibaf zum 57. Oberbürgermeister der Stadt Teheran gewählt und war damit Nachfolger von Mahmud Ahmadineschad in diesem Amt. Er erhielt 8 von 15 Stimmen des wählenden Rates. Nach zunehmenden innenpolitischen Schwierigkeiten von Ahmadineschad wurde von Beobachtern eine erneute Beteiligung Ghalibafs an der Präsidentschaftswahl 2009 erwartet, die jedoch nicht eintrat. Bei der Präsidentschaftswahl 2013 trat Ghalibaf an, unterlag aber mit etwa 16,55 % der Stimmen Hassan Rohani.
Am 28. Mai 2020 wurde er mit 231 Stimmen zum Parlamentspräsidenten bzw. zum Sprecher des iranischen Parlaments gewählt.
Er kandidierte erfolglos bei der Präsidentschaftswahl im Iran 2024.

## Beteiligung an Menschenrechtsverletzungen
Nachdem er jedoch 2010 anlässlich des 10-jährigen Geburtstages des International Neuroscience Institute (INI) von Professor Madschid Samii die Stadt Hannover besuchte und sich dort in das Goldene Buch der Stadt eintrug, gab es Proteste seitens des Nationalen Widerstandsrats des Iran. Basierend auf Informationen des Iranischen Menschenrechts-Dokumentationszentrums, nach denen sich Ghalibaf in einer mitgeschnittenen Rede selbst der Teilnahme an der Niederschlagung der Studentenproteste im Juli 1999 bezichtigte, fordert die Organisation das europaweite Einreiseverbot von Ghalibaf und das Einfrieren seiner etwaigen Guthaben in Europa.